# 官僧
官僧（かんそう）とは、天皇から得度を許され、戒壇において授戒をうけた仏僧のこと。出家した者は、授戒をうけることで正式な僧尼として認められた。官僧は、「養老律令」僧尼令や「延喜式」に規定された様々な制約にしばられていた反面、数々の特権があたえられていた。

## 概要
授戒とは、戒律を授けることであり、戒壇は戒律をうけるための結界が常に整った場所として設けられていた。日本における授戒制度は奈良時代の唐僧鑑真の来朝にはじまり、天平勝宝7歳（755年）には東大寺に、天平宝字5年（761年）には下野薬師寺と筑紫観世音寺に、弘仁13年（822年）には延暦寺に国立戒壇がつくられた。国立戒壇での授戒制は、11世紀に機能を停止した下野薬師寺戒壇以外の3戒壇では14世紀半ばまで確実に機能していた。
伝統的な八宗（南都六宗および真言宗・天台宗の平安二宗）の官僧は、国立の戒壇において授戒をうけた僧侶であり、現代にあてはめれば、いわば「国家公務員的な僧侶」であった。古代にあっては八位以上の官人に相当し、国家的な祈祷にたずさわるかわりに、国家からの給付を受けることとなっていた。また、軍役など課役の免除、衣食住の保証、刑法上の特権などが付与されていた。刑法上の特権としては、官僧は、国家によって拷問をうけないという「刑部式」の規定があった。官僧は、「官寺に住する僧」という意味ではなく、氏寺に住んでいても、天皇から得度を許され、国立戒壇で授戒を受け、僧位・僧官を有して国家的な法会に参加することのできた僧という意味である。
平安時代における官僧の世界は、南都北嶺とわず貴族の子弟の入室が相次いだため、俗人のときの身分関係や人間関係が幅をきかせるようになったため、いわば「第二の俗世界」の様相を呈していた。
専修念仏を唱えたことで知られる法然やその弟子で浄土真宗の開祖となった親鸞、法華宗をひらいた日蓮、臨済宗の開祖栄西、曹洞宗の開祖道元は、いずれも延暦寺所属の官僧として出発した僧侶であった。また、華厳宗の明恵上人高弁、真言律宗の叡尊もいったんは官僧となった人物である。同時代に活躍した法相宗の貞慶もまた興福寺に所属した官僧であったが、いずれも遁世して官僧の世界から離れ、その特権と制約から離脱してみずからの信仰実践と布教活動をおこなった。
官僧は遁世僧にくらべ女人や非人の救済の取り組みが消極的であった。また、葬式に対して教団組織として積極的に取り組むことができなかった。その背景としては、官僧が天皇に仕える僧として、穢れを忌避せざるを得なかったことがあげられる。そこで、鎌倉仏教の始祖と呼ばれる人びとは、遁世僧となって官僧の制約から解き放たれ、積極的に女人救済・非人救済の活動をおこない、死穢にふれることの多い葬式にも深くかかわることができたのである。